# Pseudastrobunus perpusillus
Genre
Espèce
Pseudastrobunus perpusillus, unique représentant du genre Pseudastrobunus, est une espèce d'opilions eupnois de la famille des Sclerosomatidae.

## Distribution
Cette espèce est endémique du Népal.

## Publication originale
- Martens, 1973 : « Opiliones aus dem Nepal-Himalaya. II. Phalangiidae und Sclerosomatidae (Arachnida). » Senckenbergiana biologica, vol. 54, p. 181–217.